# Pałac Miramar
Pałac Miramar (hiszp. Palacio de Miramar, bask. Miramar jauregia) – pałac nad zatoką La Concha w San Sebastián w Kraju Basków.

## Historia
W połowie XIX wieku królowa Hiszpanii Izabela II zaczęła odwiedzać San Sebastián w celu zażywania kąpieli w morzu. Z kolei królowa Maria Krystyna Austriacka, żona Alfonsa XII, przeniosła letnią siedzibę dworu do San Sebastián. Częste pobyty rodziny królewskiej w mieście spowodowały konieczność wybudowania odpowiedniej rezydencji. Plan nowego pałacu sporządził w 1888 roku angielski architekt Selden Wornum. Jako miejsce na budowę wybrano posiadłość nad zatoką La Concha, którą królowa odkupiła od hrabiego Moriany. Budowa pałacu została ukończona w 1893 roku. W 1920 roku dobudowano nowy budynek Pabellón del Príncipe (Pawilon Księcia). Po śmierci Marii Krystyny w 1929 roku pałac odziedziczył jej syn król Hiszpanii Alfons XIII. W 1931 roku w czasach II Republiki Hiszpańskiej posiadłość została skonfiskowana przez rząd, a w sierpniu 1933 roku przeszła w ręce Rady Miasta San Sebastián pod warunkiem, że będzie służyła jako letnia rezydencja Prezydenta Republiki oraz że część obiektów zostanie wykorzystana na cele edukacyjne i kulturalne.
W czasie rządów frankistowskich pałac powrócił w ręce dzieci Alfonsa XIII. Współwłasność majątku została zniesiona w 1958 roku, pałac i jego najbliższe otoczenie przypadło Don Juanowi. Pozostała część posiadłości przyznana rodzeństwu Don Juana została podzielona na dwie działki o powierzchni 10 000 i 37 000 metrów kwadratowych i sprzedana w 1963 roku. Od 1972 roku pałac stał się własnością miasta San Sebastián.
Obecnie ogrody pałacowe są otwarte dla zwiedzających w ustalonych godzinach. W Pałacu Miramar odbywają się letnie kursy Uniwersytetu Kraju Basków. Do 2016 roku w pałacu mieściła się Musikene (wyższa szkoła muzyczna Kraju Basków).

## Architektura
Pałac Miramar został zbudowany w stylu angielskiego wiejskiego domu, z neogotyckimi zdobieniami. Część wnętrz zachowała pierwotny wystrój, np. Sala Biała, Sala Muzyczna, Sala Drewniana, biblioteka, czy Królewska Jadalnia. Reszta pałacu była sukcesywnie odnawiana, w celu dostosowania do obecnego przeznaczenia, i tak np. w 2001 roku urządzono sale lekcyjne dla Musikene. W 2007 roku odnowiono wieżę pałacu.